# George Colman den äldre

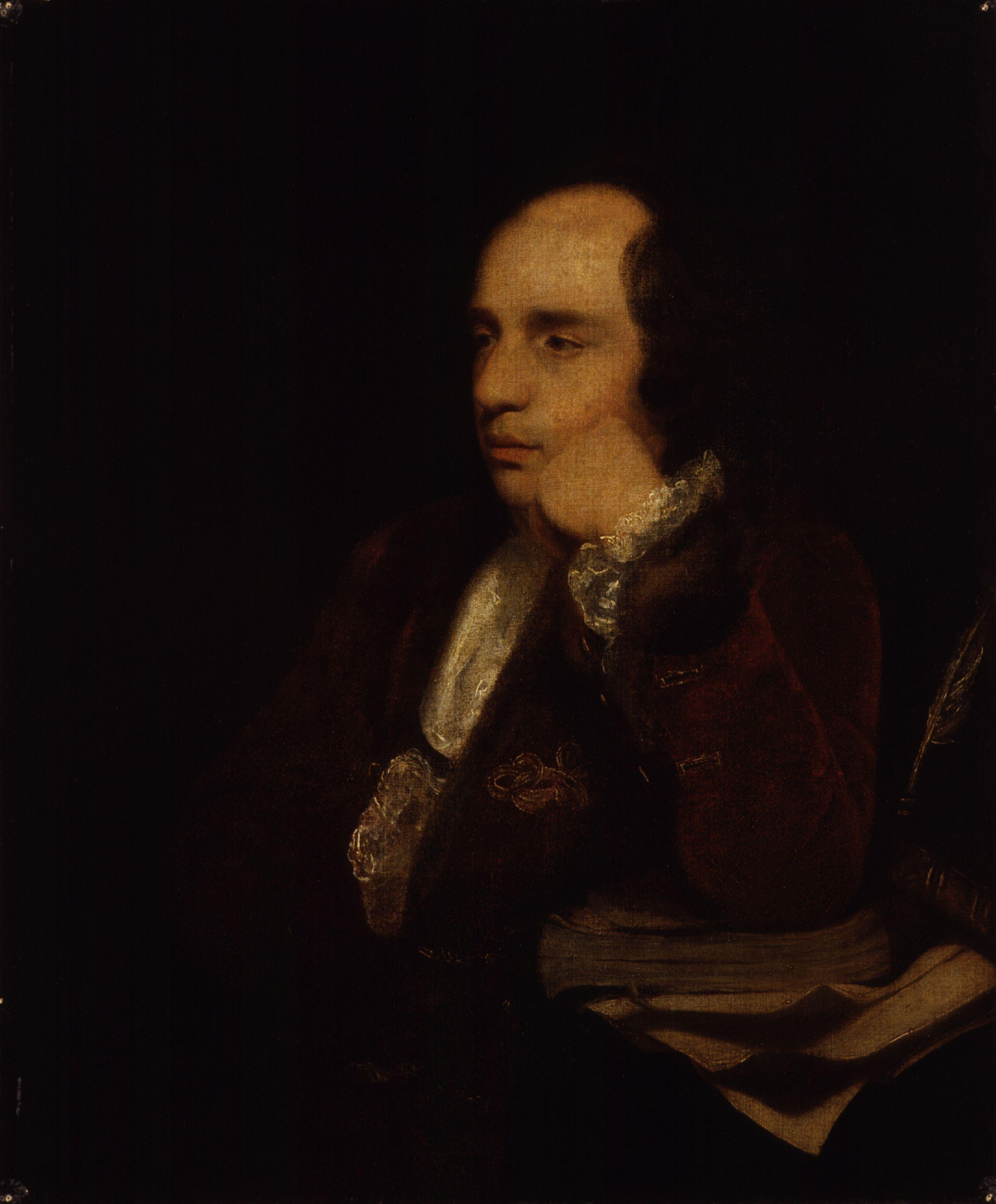
George Colman den äldre, oljemålning av Joshua Reynolds, 1768-1770.

George Colman, född 1732, död 14 augusti 1794, var en brittisk teaterförfattare och teaterledare. Han var far till George Colman den yngre.
Colman skrev en rad med stort bifall mottagna lustspel, bland annat The jealous wife (1761, efter Henry Fieldings roman Tom Jones) och tillsammans med David Garrick skrev han den av William Hogarths bildserie Äktenskap på modet inspirerade The clandestine marriage. Colman var från 1768 meddirektör för Covent Garden-teatern och ledde från 1778 Haymarket-teatern i London. Efter hans död utkom den självbiografiska Some particulars of the life of the late George Colman (1795).